# Cuto
Cuto est un personnage de fiction créé par l'auteur de bande dessinée espagnol Jesús Blasco.

## Historique
Apparu en 1935 dans le magazine Boliche, Cuto est d'abord un jeune garçon inspiré par Alejandro Blasco (es), petit frère de Jesús, qui vit des aventures humoristiques avec ses amis Carnarilla et Gurripato.
En 1940, Blasco entre à la revue Chicos de Consuelo Gil (es) ; il reprend le personnage en le vieillissant de quelques années, en le dotant d'une fiancée, Mary. Devenue une série d'aventure, Cuto est publiée avec succès jusqu'en 1949.
En 1973, à l'occasion du lancement au Portugal du périodique Jornal do Cuto, Blasco dessine quelques nouvelles histoires. La dernière histoire complète paraît en 1984.